# Woodhouse-Sakati-Syndrom
Das Woodhouse-Sakati-Syndrom ist eine sehr seltene angeborene Erkrankung mit den Hauptmerkmalen Funktionsstörung der Keimdrüsen (Hypogonadismus), Diabetes mellitus, Taubheit, Geistige Behinderung und Haarausfall (Alopezie).
Synonyme sind: Diabetes mellitus – Hypogonadismus – Taubheit – geistige Retardierung
Die Namensbezeichnung bezieht sich auf die Erstautoren der Erstbeschreibung aus dem Jahre 1983 durch die saudi-arabischen Ärzte Nicholas J. Woodhouse und Nadia A. Sakati.

## Verbreitung
Die Häufigkeit wird mit unter 1 zu 1.000.000 angegeben, bislang wurde über etwa 30 Betroffene berichtet. Die Vererbung erfolgt autosomal-rezessiv.

## Ursache
Der Erkrankung liegen Mutationen im DCAF17-Gen (C2ORF37) auf Chromosom 2 Genort q31.1 zugrunde, welches für ein nukleoläres Protein unbekannter Funktion  kodiert.

## Klinische Erscheinungen
Klinische Kriterien sind:
- Manifestation meist im Jugendlichenalter
- Störungen des Hormonsystemes: Hypogonadismus, erniedrigter IGF-1, jugendlicher Diabetes mellitus (in 66 %) und Hypothyreoidismus (in 30 %)
- Alopezie
- Neurologische Veränderungen: extrapyramidal (in 56 %) einschließlich Dystonie, Chorea, Dysarthrie und Dysphagie
- Schallempfindungsschwerhörigkeit im Kindesalter beginnend (in 62 %)
- Geistige Behinderung (in 58 %)

## Diagnose
Die Diagnose beruht auf den klinischen Veränderungen. bildgebend sind Leukenzephalopathie mit nicht-kontrastmittelaufnehmenden Läsionen im Frontallappen und periventrikulär sowie eine abnormal kleine Hypophyse, ferner (nicht immer) Eisenablagerung im Globus pallidus und Substantia nigra mittels Magnetresonanztomographie wichtige Hinweise.